# 3D-scanner

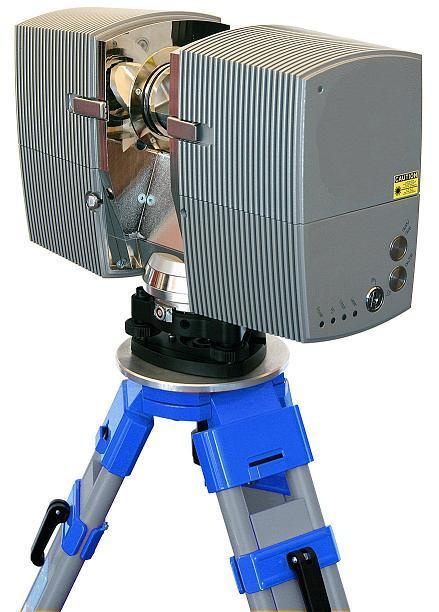
3D-laserscanner op statief

Een 3D-scanner is een apparaat dat een beeld maakt van een driedimensionale omgeving zoals ook een fotocamera met flitser dat doet, met als extra dat van elk vastgelegde punt in de ruimte ook de afstand tot het apparaat wordt vastgelegd. Het resultaat is een driedimensionale puntenwolk, die kan worden gebruikt als basis voor driedimensionale reconstructie in bijvoorbeeld een CAD-pakket. De puntenwolk kan ook (met verlies van de afstandsinformatie) worden omgezet in een panorama- of bolfoto. 

## Techniek
De basis van een 3D-scanner is een laser-afstandsmeter. De laser produceert een smalle lichtstraal in een bepaalde richting; het tijdsverschil tussen het inschakelen van de lichtstraal en het opvangen van het gereflecteerde licht is een maat voor de afstand, volgens de betrekking:
{\displaystyle d={\frac {ct}{2}}}
Hierin is {\displaystyle d} de afstand tussen de scanner en het reflecterende voorwerp, {\displaystyle c} de 
lichtsnelheid en {\displaystyle t} het gemeten tijdsverschil.
De onnauwkeurigheid van deze meting ligt in de orde-grootte van millimeters.
Een andere techniek gebruikt driehoeksmeting: niet de reistijd van het licht, maar de hoek tussen het uitgezonden en het teruggekaatste licht is dan de maat voor de afstand. Deze techniek is geschikter bij kleine afstanden, maar minder geschikt bij grote afstanden. 
In een 3D-scanner wordt de laser steeds op een ander punt in de ruimte gericht, waarbij voor elke gemeten afstand de ruimtehoek wordt vastgelegd. Samen met de afstand tot de (bekende) positie van de scanner ligt daarmee ook de positie van elk gemeten punt in de ruimte vast:
{\displaystyle {\begin{array}{lcl}x=d\cos \lambda \cos \beta \\y=d\sin \lambda \cos \beta \\z=d\sin \beta \end{array}}}
Hierin zijn {\displaystyle x}, {\displaystyle y} en {\displaystyle z} coördinaten in een rechthoekig assenstelsel met de scanner als oorsprong; {\displaystyle \lambda } en {\displaystyle \beta } zijn de respectievelijke hoeken in het horizontale vlak en in verticale richting (bolcoördinaten). De bolcoördinaten kunnen samen met de gemeten grijswaarden ook direct tot een zwart-witfoto worden omgezet: {\displaystyle \lambda } en {\displaystyle \beta } worden dan posities in de breedte- en hoogterichting.